# Colosso di Nerone
Il Colosso di Nerone (Colossus Neronis) era un monumento dell'antica Roma, raffigurante in origine l'imperatore Nerone.

## Storia
Il Colosso fu costruito in bronzo dallo scultore Zenodoro, ed era alto 110 piedi (33,5 m) secondo Plinio il Vecchio, 120 (36,6 m) secondo Svetonio o 102 (31,1 m) secondo il Cronografo del 354 eretto su un piedistallo di 11 m. Originariamente il colosso era situato nel vestibolo della Domus Aurea, in summa sacra via. Dalla vicinanza del Colosso l'anfiteatro Flavio fu soprannominato Colosseo.

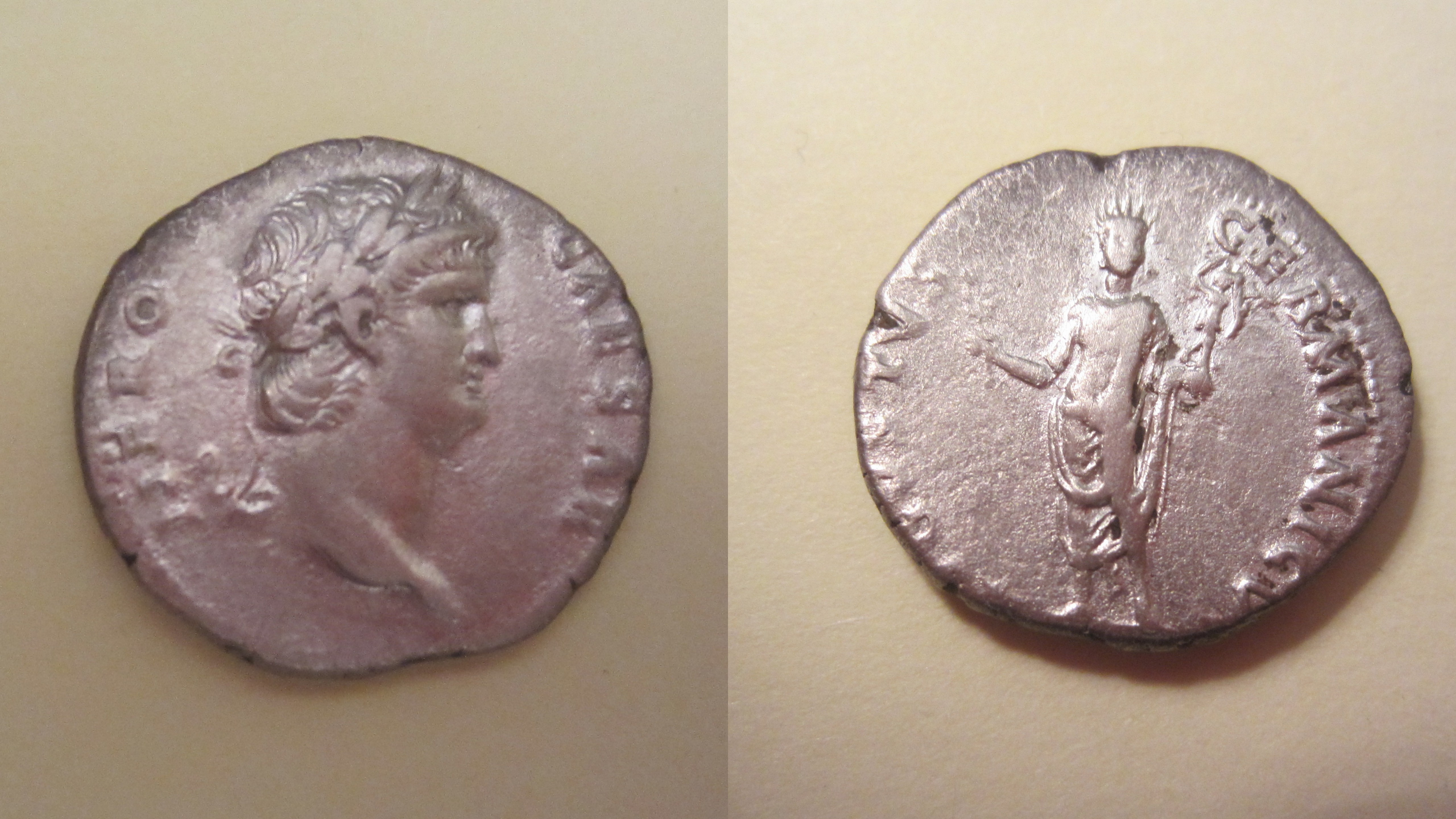
Moneta con effigie di Nerone. Sul lato opposto è visibile l'immagine più antica a noi conosciuta del Colossus Neronis

L'incendio della Domus Aurea danneggiò il monumento che fu restaurato da Vespasiano, il quale lo convertì in una rappresentazione del dio Sole. Intorno al 127 d.C. Adriano impiegò ventiquattro elefanti nell'impresa di spostarlo accanto al Colosseo per far posto al nuovo tempio di Venere e Roma; è ancora visibile il basamento di tufo sul quale era collocata la statua.

Del trasporto fu incaricato l’architetto Decrianus. Così ricorda l’evento l'Historia Augusta (Adriano 19.2): 
Successivamente l'Imperatore Commodo trasformò il colosso in una statua di sé stesso nelle vesti di Ercole sostituendo la testa originaria, ma dopo la sua morte il colosso fu restaurato all'aspetto precedente, e così rimase fino alla scomparsa.
La statua bronzea si ispirava probabilmente al Colosso di Rodi, e rappresentava Nerone come il dio Sole, con il braccio destro in avanti e appoggiato, in età tarda, ad un timone, il braccio sinistro piegato per reggere un globo terrestre. Sulla testa portava come copricapo una corona composta da sette raggi, lunghi ciascuno 6 metri. Queste raffigurazioni ci sono state tramandate attraverso le monete di Alessandro Severo e Gordiano III.

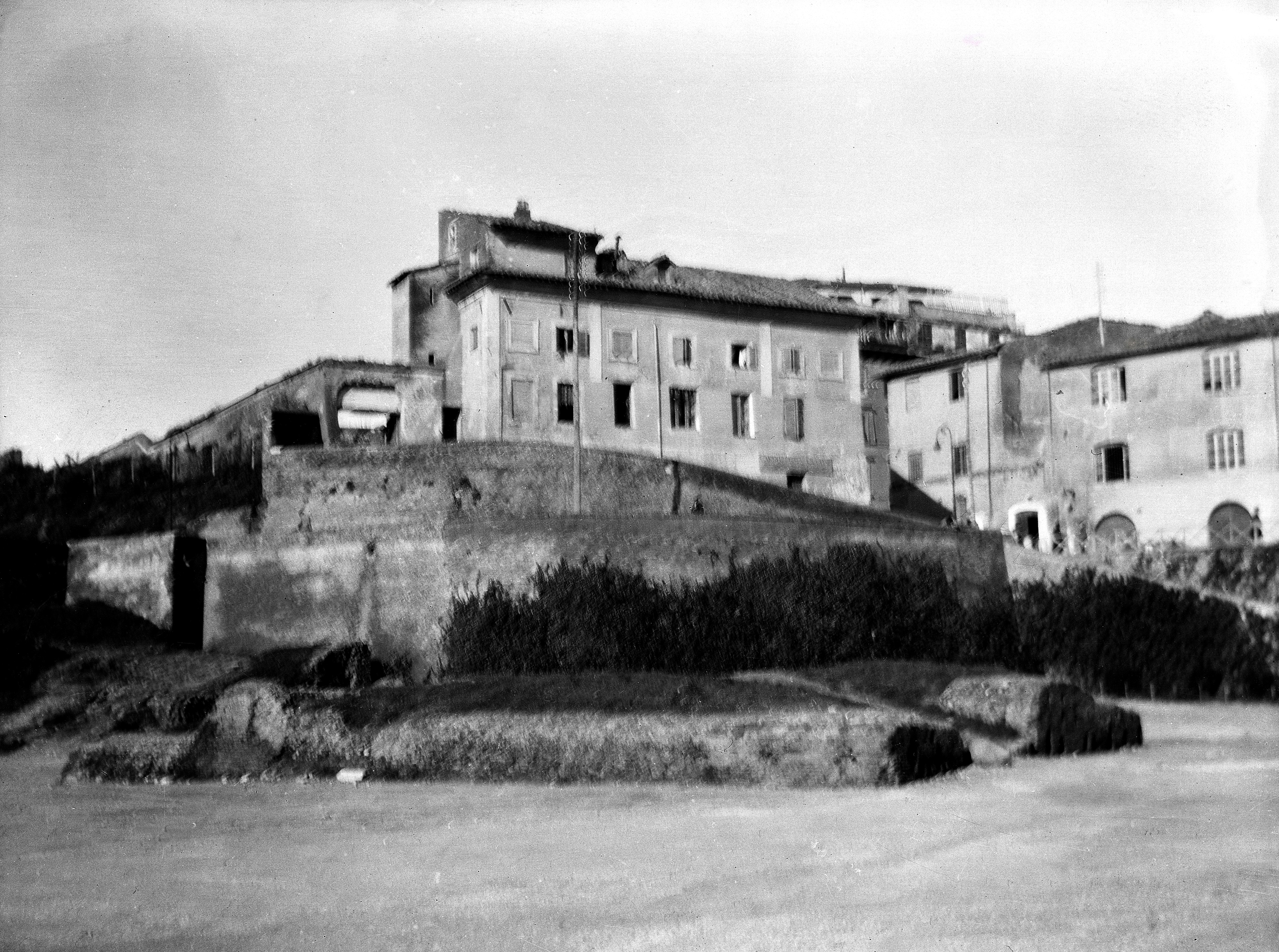
Resti del piedistallo adrianeo del Colosso in una foto del 1929

Il 6 giugno il Colosso veniva incoronato, cioè addobbato con ghirlande di fiori.
L'ultima citazione della statua è nel Cronografo del 354; nulla rimane del Colosso di Nerone tranne le sopraddette fondamenta del basamento vicino al Colosseo.
È possibile che sia stato distrutto nel Sacco di Roma (410), oppure caduto in un terremoto che Roma subì nel V secolo, ed il suo metallo riutilizzato.
I resti dell'imponente piedistallo della statua, un tempo rivestito di marmo, furono rimossi nel 1936 nell'ambito dei lavori di riqualificazione dell'area che portarono anche all'eliminazione di quanto rimaneva della Meta Sudans. Le fondamenta sono state riportate alla luce nel 1986, ed oggi sono visibili in loco.

## Collegamenti con il Colosseo

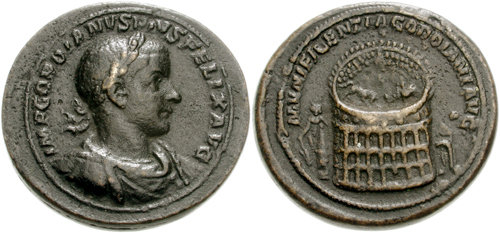
Medaglione di Gordiano III. Sul retro è raffigurato il Colosseo ed accanto ad esso, sulla sinistra, il Colosso di Nerone e la Meta Sudans

Molti storici concordano sul fatto che il nome del Colosseo derivi dalla statua "colossale" di Nerone.
Beda il Venerabile (c. 672–735) scrisse un famoso epigramma a celebrazione del simbolico significato della statua: «Quamdiu stabit Colyseus stabit et Roma; cum cadet Colyseus cadet et Roma; cum cadet Roma cadet et mundus» ("Finché starà il Colosseo starà Roma, quando cadrà il Colosseo cadrà anche Roma e quando cadrà Roma cadrà il mondo"). Tale epigramma viene spesso inteso come un riferimento al Colosseo piuttosto che al Colosso di Nerone (come, per esempio, nel poema Childe Harold's Pilgrimage di Lord Byron). Tuttavia, all'epoca nella quale Beda scrisse, nonostante la statua fosse già andata distrutta, il sostantivo colyseus era applicato al colosso neroniano e non a quello che era ancora conosciuto solo come Anfiteatro Flavio.